# پل بیتی
پل بیتی (انگلیسی: Paul Beatty؛ زادهٔ ۱۹۶۲ (۶۲–۶۳ سال)) شاعر و نویسنده معاصر اهل ایالات متحده آمریکا است. وی در سال ۲۰۱۶ به عنوان اولین نویسنده آمریکایی برنده جایزه ادبی من بوکر شد.

## زندگی
پل بیتی در سال ۱۹۶۲ در لس‌آنجلس به دنیا آمد. وی دانش‌آموخته مقطع کارشناسی‌ارشد رشته نویسندگی خلاق از کالج بروکلین و کارشناسی روانشناسی از دانشگاه بوستون است. وی کار ادبی خود را در دهه ۱۹۹۰ و با سرودن شعر آغاز کرد و در سال ۱۹۹۱ توانست اولین مجموعه اشعار خویش را به چاپ برساند. بیتی در سال ۱۹۹۳ برنده کمک هزینه بنیاد هنرهای معاصر آمریکا شد. در سال ۱۹۹۶ با انتشار اولین رمانش، نام وی به عنوان رمان‌نویس نیز مطرح شد.